# 1984年のビルボード・ホット100による1位のシングル一覧
これは、1984年のビルボード・ホット100による1位のシングル一覧である。1984年の最も長く1位に輝いたシングルはマドンナによる『ライク・ア・ヴァージン』であり、1984年に2週間、そして1985年に4週間1位となり、合計で6週間トップとなった。ヴァン・ヘイレンによる『ジャンプ』やプリンスによる『ビートに抱かれて』は、5週間1位となった。
| 発表日   | 曲                                 | アーティスト                                 | 出典   |
| -------- | ---------------------------------- | -------------------------------------------- | ------ |
| 1月7日   | "セイ・セイ・セイ"                 | ポール・マッカートニー、マイケル・ジャクソン |        |
| 1月14日  | "セイ・セイ・セイ"                 | ポール・マッカートニー、マイケル・ジャクソン |        |
| 1月21日  | "ロンリー・ハート"                 | イエス                                       |        |
| 1月28日  | "ロンリー・ハート"                 | イエス                                       |        |
| 2月4日   | "カーマは気まぐれ"                 | カルチャー・クラブ                           |        |
| 2月11日  | "カーマは気まぐれ"                 | カルチャー・クラブ                           |        |
| 2月18日  | "カーマは気まぐれ"                 | カルチャー・クラブ                           |        |
| 2月25日  | "ジャンプ"                         | ヴァン・ヘイレン                             |        |
| 3月3日   | "ジャンプ"                         | ヴァン・ヘイレン                             |        |
| 3月10日  | "ジャンプ"                         | ヴァン・ヘイレン                             |        |
| 3月17日  | "ジャンプ"                         | ヴァン・ヘイレン                             |        |
| 3月24日  | "ジャンプ"                         | ヴァン・ヘイレン                             |        |
| 3月31日  | "フットルース"                     | ケニー・ロギンス                             |        |
| 4月7日   | "フットルース"                     | ケニー・ロギンス                             |        |
| 4月14日  | "フットルース"                     | ケニー・ロギンス                             |        |
| 4月21日  | "見つめて欲しい"                   | フィル・コリンズ                             |        |
| 4月28日  | "見つめて欲しい"                   | フィル・コリンズ                             |        |
| 5月5日   | "見つめて欲しい"                   | フィル・コリンズ                             |        |
| 5月12日  | "ハロー"                           | ライオネル・リッチー                         |        |
| 5月19日  | "ハロー"                           | ライオネル・リッチー                         |        |
| 5月26日  | "レッツ・ヒア・ボーイ"             | デニース・ウィリアムス                       |        |
| 6月2日   | "レッツ・ヒア・ボーイ"             | デニース・ウィリアムス                       |        |
| 6月9日   | "タイム・アフター・タイム"         | シンディ・ローパー                           |        |
| 6月16日  | "タイム・アフター・タイム"         | シンディ・ローパー                           |        |
| 6月23日  | "ザ・リフレックス"                 | デュラン・デュラン                           |        |
| 6月30日  | "ザ・リフレックス"                 | デュラン・デュラン                           |        |
| 7月7日   | "ビートに抱かれて"                 | プリンス                                     |        |
| 7月14日  | "ビートに抱かれて"                 | プリンス                                     |        |
| 7月21日  | "ビートに抱かれて"                 | プリンス                                     |        |
| 7月28日  | "ビートに抱かれて"                 | プリンス                                     |        |
| 8月4日   | "ビートに抱かれて"                 | プリンス                                     |        |
| 8月11日  | "ゴーストバスターズ"               | レイ・パーカー・ジュニア                     |        |
| 8月18日  | "ゴーストバスターズ"               | レイ・パーカー・ジュニア                     |        |
| 8月25日  | "ゴーストバスターズ"               | レイ・パーカー・ジュニア                     |        |
| 9月1日   | "愛の魔力"                         | ティナ・ターナー                             |        |
| 9月8日   | "愛の魔力"                         | ティナ・ターナー                             |        |
| 9月15日  | "愛の魔力"                         | ティナ・ターナー                             | [ 1 ]  |
| 9月22日  | "ミッシング・ユー"                 | ジョン・ウェイト                             | [ 2 ]  |
| 9月29日  | "レッツ・ゴー・クレイジー"         | プリンス、ザ・レヴォリューション             |        |
| 10月6日  | "レッツ・ゴー・クレイジー"         | プリンス、ザ・レヴォリューション             | [ 3 ]  |
| 10月13日 | "心の愛"                           | スティーヴィー・ワンダー                     | [ 4 ]  |
| 10月20日 | "心の愛"                           | スティーヴィー・ワンダー                     | [ 5 ]  |
| 10月27日 | "心の愛"                           | スティーヴィー・ワンダー                     | [ 6 ]  |
| 11月3日  | "カリビアン・クイーン"             | ビリー・オーシャン                           | [ 7 ]  |
| 11月10日 | "カリビアン・クイーン"             | ビリー・オーシャン                           | [ 8 ]  |
| 11月17日 | "ウキウキ・ウェイク・ミー・アップ" | ワム!                                        | [ 9 ]  |
| 11月24日 | "ウキウキ・ウェイク・ミー・アップ" | ワム!                                        | [ 10 ] |
| 12月1日  | "ウキウキ・ウェイク・ミー・アップ" | ワム!                                        | [ 11 ] |
| 12月8日  | "アウト・オブ・タッチ"             | ダリル・ホール&ジョン・オーツ                | [ 12 ] |
| 12月15日 | "アウト・オブ・タッチ"             | ダリル・ホール&ジョン・オーツ                | [ 13 ] |
| 12月22日 | "ライク・ア・ヴァージン"           | マドンナ                                     | [ 14 ] |
| 12月29日 | "ライク・ア・ヴァージン"           | マドンナ                                     |        |